# Olympische Sommerspiele 2004/Leichtathletik – 20 km Gehen (Frauen)

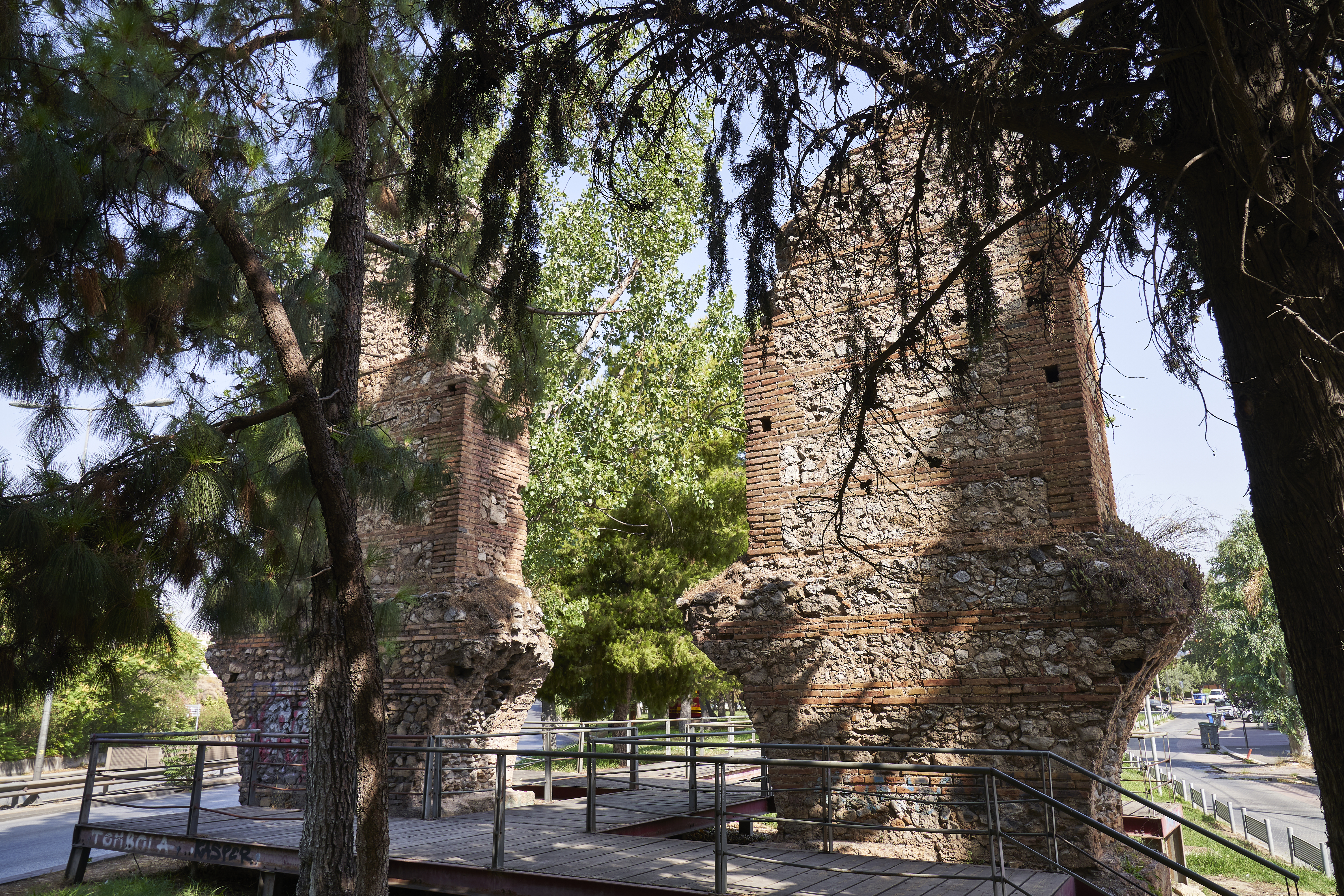
Das ehemalige römische Aquädukt in der Athener Kapodistriou Avenue
im Jahr 2021

Das 20-km-Gehen der Frauen bei den Olympischen Spielen 2004 in Athen wurde am 23. August 2004 auf einem Rundkurs südlich des Olympiastadions Athen ausgetragen. 57 Athletinnen nahmen teil.
Olympiasiegerin wurde die Griechin Athanasia Tsoumeleka. Sie gewann vor der Russin Olimpiada Iwanowa und der Australierin Jane Saville.
Aus Deutschland nahmen Melanie Seeger und Sabine Krantz teil. Seeger belegte Platz fünf, Krantz Platz sechzehn.

Die Schweizerin Marie Polli wurde 39.

Athletinnen aus Österreich und Liechtenstein nahmen nicht teil.

## Aktuelle Titelträgerinnen
| Olympiasiegerin 2000                      | Wang Liping ( Volksrepublik China)         | 1:29:05 h                                  | Sydney 2000        |
| Weltmeisterin 2003                        | Jelena Nikolajewa ( Russland)              | 1:26:52 h                                  | Paris 2003         |
| Europameisterin 2002                      | Olimpiada Iwanowa ( Russland)              | 1:26:42 h                                  | München 2002       |
| Panamerikanische Meisterin 2003           | Victoria Palacios ( Mexiko)                | 1:35:16 h                                  | Santo Domingo 2003 |
| Zentralamerika und Karibik-Meisterin 2003 | María del Rosario Sánchez ( Mexiko)        | 49:06 h – 10 km                            | St. George’s 2003  |
| Südamerika-Meisterin 2003                 | Geovana Irusta ( Bolivien)                 | 1:35:25 h                                  | Los Ángeles 2004   |
| Asienmeisterin 2003                       | Ha Mingming ( Volksrepublik China)         | 1:31:47 h                                  | Manila 2003        |
| Afrikameisterin 2004                      | Grace Wanjiru Njue ( Kenia)                | 1:42:45 h                                  | Brazzaville 2004   |
| Ozeanienmeisterin 2002                    | Wettbewerb nicht im Meisterschaftsprogramm | Wettbewerb nicht im Meisterschaftsprogramm | Christchurch 2002  |

## Bestehende Rekorde
| Weltrekord         | 1:26:22 h | Wang Yan ( Volksrepublik China)    | Guangzhou, Volksrepublik China | 19. November 2001  |
| Weltrekord         | 1:26:22 h | Jelena Nikolajewa ( Russland)      | Tscheboksary, Russland         | 18. Mai 2003       |
| Olympischer Rekord | 1:29:05 h | Wang Liping ( Volksrepublik China) | OS Sydney, Australien          | 28. September 2000 |

Der bestehende olympische Rekord wurde bei diesen Spielen nicht erreicht. Die griechische Olympiasiegerin Athanasia Tsoumeleka blieb mit ihren 1:29:12 min im Wettbewerb am 23. August allerdings nur um sieben Sekunden über diesem Rekord. Zum Weltrekord fehlten ihr 2:50 Minuten.

## Streckenführung
Der Wettbewerb wurde im Olympiastadion Athen gestartet. Die Teilnehmerinnen verließen das Stadion und wurden Der Wettbewerb wurde im Olympiastadion Athen gestartet. Die Route verlief gleich anschließend außerhalb des Stadions und führte nach Süden auf einen Rundkurs von zwei Kilometern Länge. Dieser Rundkurs verlief zunächst südwärts über die Lavrou bis zur Kapodistriou. Hier gab es einen Wendepunkt, an dem die Strecke zurückführte. Dabei ging es noch in einer Schleife ostwärts in die Neapoleos. Nach neun Runden führte der Weg wieder zurück ins Stadion.

## Ausgangssituation
Favoritinnen waren vor allem die beiden Russinnen Olimpiada Iwanowa als amtierende Europameisterin, Weltmeisterin von 2001 und Mitinhaberin des Weltrekords sowie Jelena Nikolajewa als amtierende Weltmeisterin. Chancenreich an den Start gingen darüber hinaus die chinesische Olympiasiegerin von 2000 Wang Liping – ebenfalls Mitinhaberin des Weltrekords, die Australierin Jane Saville und die griechische Lokalmatadorin WM-Siebte Athanasia Tsoumeleka.

### Ergebnis und Wettbewerbsverlauf

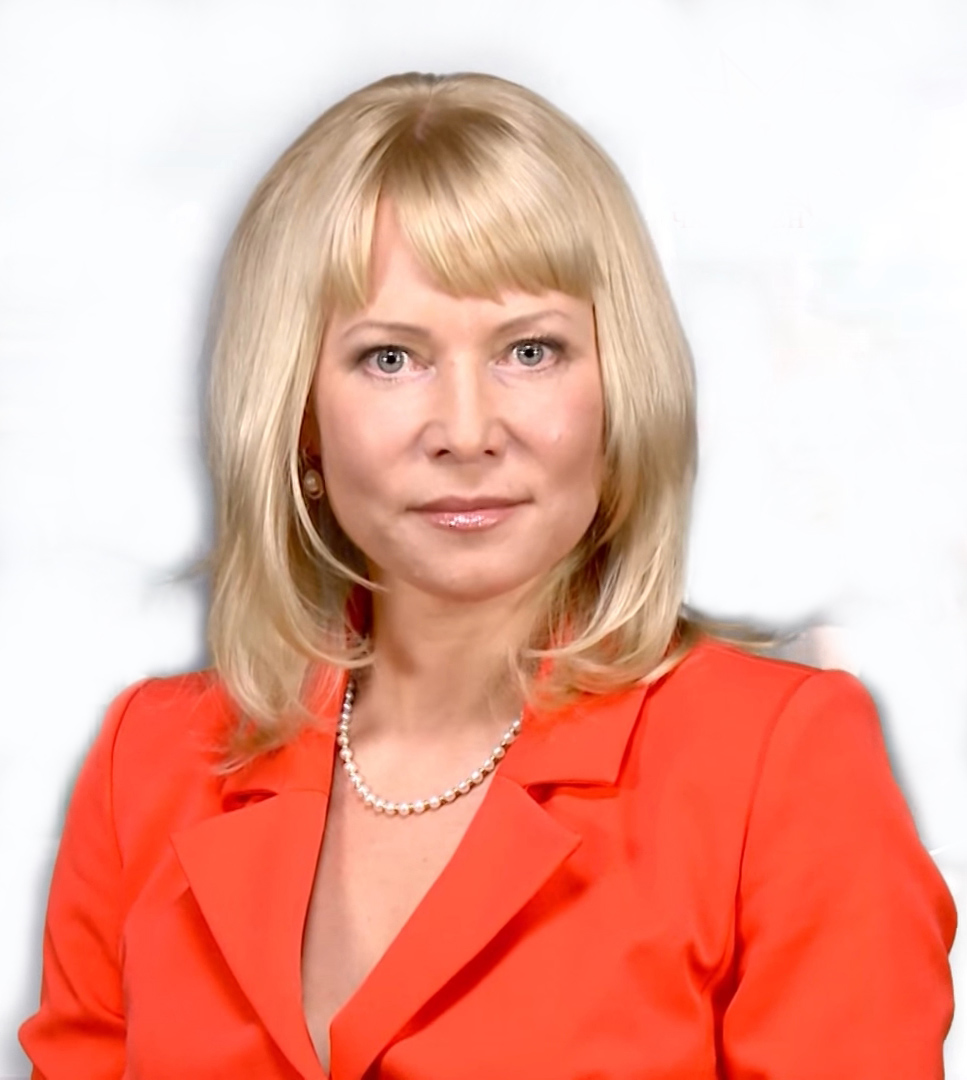
Silbermedaillengewinnerin Olimpiada Iwanowa (Foto: 2015)

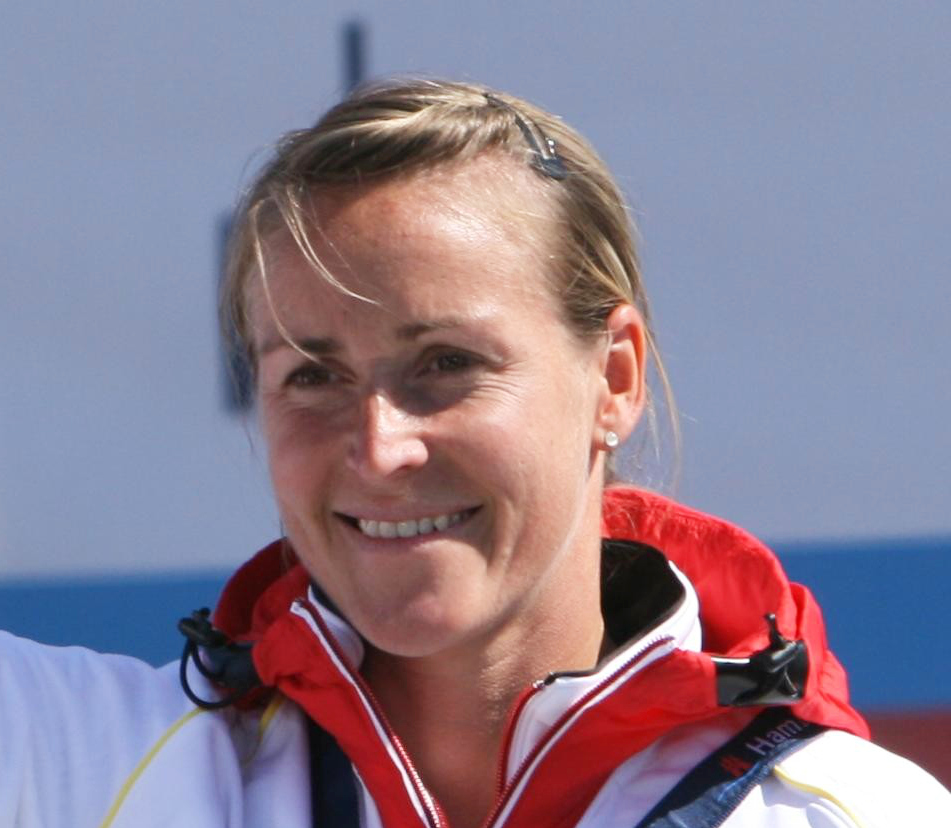
Rang fünf für Melanie Seeger

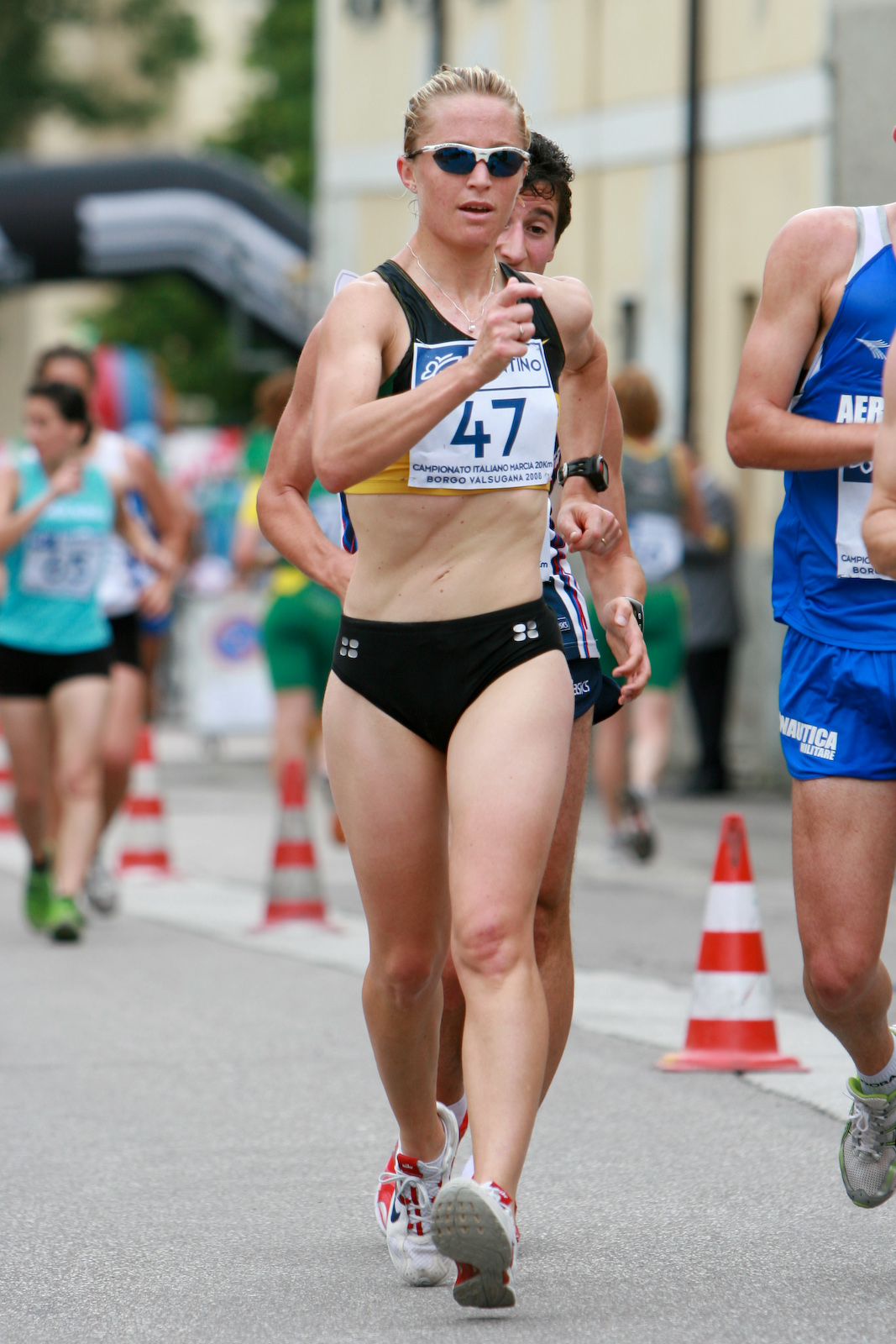
Elisa Rigaudo belegte Rang sechs

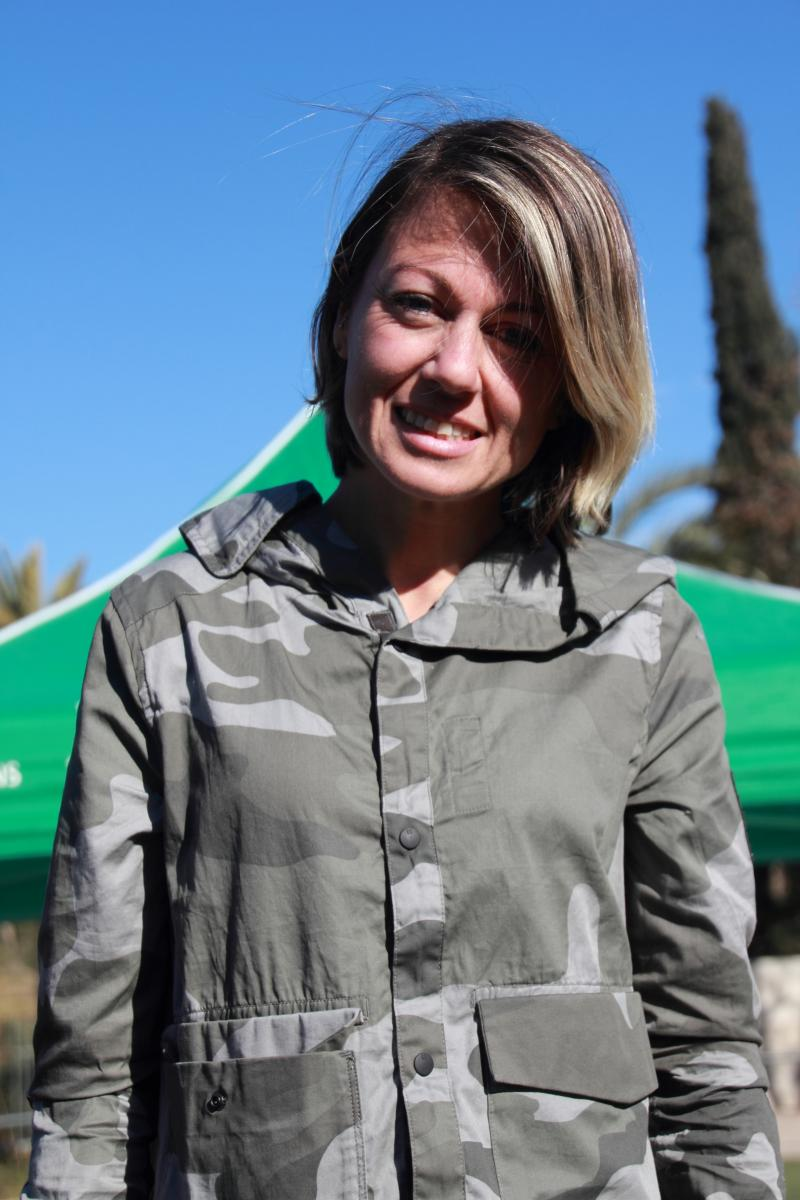
María Vasco (hier im Jahr 2015) erreichte Platz sieben

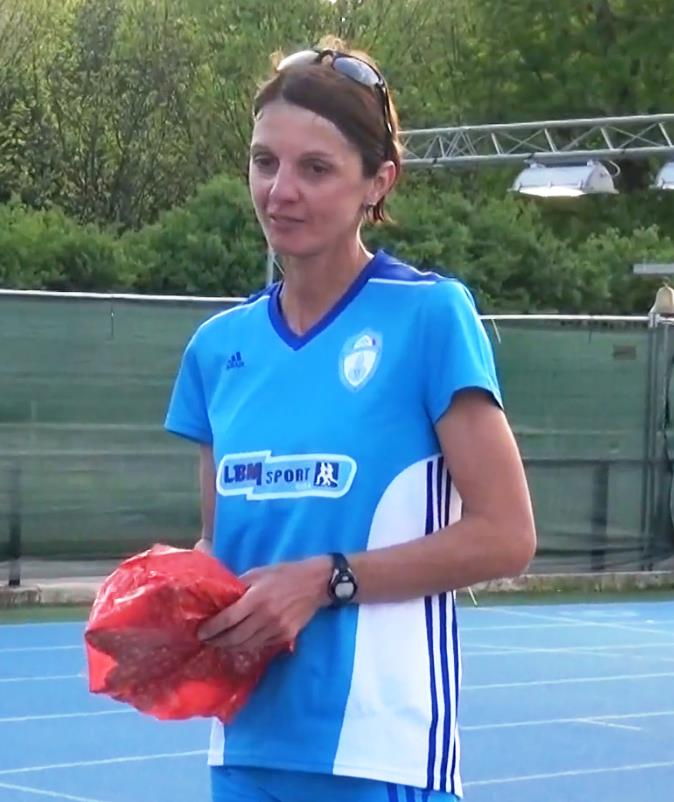
Die elftplatzierte Rossella Giordano

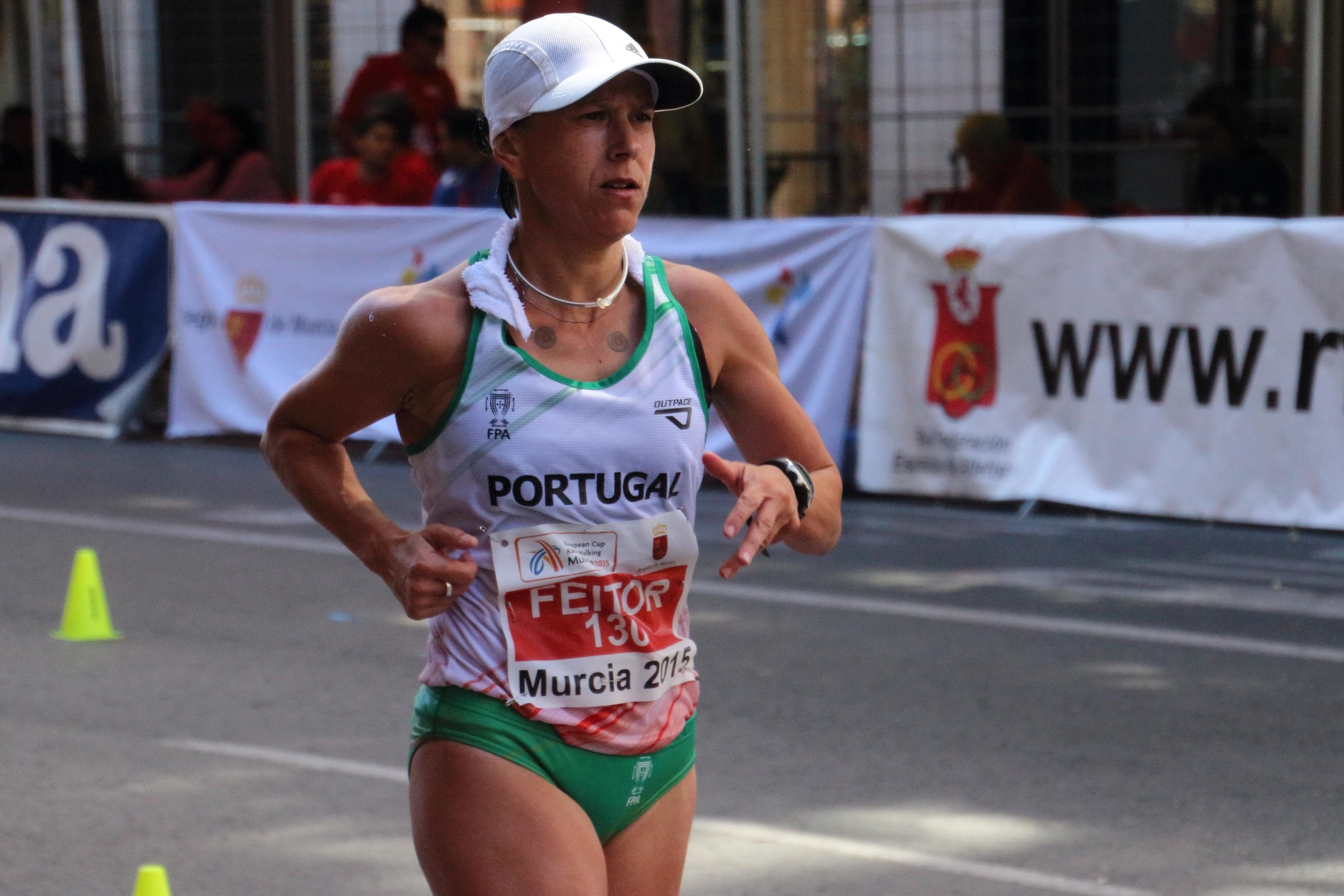
Susana Feitor wurde Zwanzigste

Datum: 23. August 2004, 9:00 Uhr  / Temperatur beim Start: 24° C
| Zwischenzeiten | Zwischenzeiten | Zwischenzeiten                                   | Zwischenzeiten |
| Marke          | Zwischenzeit   | Führende                                         | 2-km-Zeit      |
| -------------- | -------------- | ------------------------------------------------ | -------------- |
| 2 km           | 9:13 min       | Olimpiada Iwanowa mit großem Feld                | 9:01 min       |
| 4 km           | 18:18 min      | Olimpiada Iwanowa mit großem Feld                | 9:05 min       |
| 6 km           | 27:20 min      | Olimpiada Iwanowa mit großem Feld                | 9:02 min       |
| 8 km           | 36:17 min      | Jelena Nikolajewa mit großem Feld                | 8:57 min       |
| 10 km          | 45:16 min      | Olimpiada Iwanowa mit 14köpfigem Feld            | 8:59 min       |
| 12 km          | 54:12 min      | Olimpiada Iwanowa mit 14köpfigem Feld            | 8:56 min       |
| 14 km          | 1:03:03 h00    | Olimpiada Iwanowa mit 11köpfigem Feld            | 8:51 min       |
| 16 km          | 1:11:55 h00    | Olimpiada Iwanowa mit 10köpfigem Feld            | 8:52 min       |
| 18 km          | 1:20:27 h00    | Athanasia Tsoumeleka 5 s vor Saville und Iwanowa | 8:32 min       |
| 20 km          | 1:29:12 h00    | Athanasia Tsoumeleka                             | 8:45 min       |

| Platz | Athletin                  | Land                  | Zeit (h)        | Verwarnungen    |
| ----- | ------------------------- | --------------------- | --------------- | --------------- |
| 01    | Athanasia Tsoumeleka      | Griechenland          | 1:29:12         | Bod / Knie      |
| 02    | Olimpiada Iwanowa         | Russland              | 1:29:16         |                 |
| 03    | Jane Saville              | Australien            | 1:29:25         | Bod             |
| 04    | Ryta Turawa               | Belarus               | 1:29:39         | Bod             |
| 05    | Melanie Seeger            | Deutschland           | 1:29:52         |                 |
| 06    | Elisa Rigaudo             | Italien               | 1:29:57         |                 |
| 07    | María Vasco               | Spanien               | 1:30:06         | Bod / Knie      |
| 08    | Wang Liping               | Volksrepublik China   | 1:30:16         | Bod / Bod       |
| 09    | Elena Hinko               | Belarus               | 1:30:22         | Bod / Knie      |
| 10    | Athina Papagianni         | Griechenland          | 1:30:37         | Bod             |
| 11    | Rossella Giordano         | Italien               | 1:30:39         | Knie            |
| 12    | Kjersti Plätzer           | Norwegen              | 1:30:49         |                 |
| 13    | Julija Wojewodina         | Russland              | 1:31:02         |                 |
| 14    | Song Hongjuan             | Volksrepublik China   | 1:31:27         |                 |
| 15    | Waljanzina Zybulskaja     | Belarus               | 1:31:49         |                 |
| 16    | Sabine Krantz             | Deutschland           | 1:31:59         |                 |
| 17    | Jelena Nikolajewa         | Russland              | 1:32:16         |                 |
| 18    | Elisabetta Perrone        | Italien               | 1:32:21         |                 |
| 19    | Kristina Saltanovič       | Litauen               | 1:32:22         |                 |
| 20    | Susana Feitor             | Portugal              | 1:32:47         |                 |
| 21    | Sylwia Korzeniowska       | Polen                 | 1:33:06         | Knie            |
| 22    | Zuzana Malíková           | Slowakei              | 1:33:17         |                 |
| 23    | Sonata Milušauskaitė      | Litauen               | 1:33:36         |                 |
| 24    | Barbora Dibelková         | Tschechien            | 1:33:37         |                 |
| 25    | Inês Henriques            | Portugal              | 1:33:53         | Bod             |
| 26    | Maribel Gonçalves         | Portugal              | 1:33:59         |                 |
| 27    | Norica Câmpean            | Rumänien              | 1:34:30         |                 |
| 28    | Swetlana Tolstaja         | Kasachstan            | 1:34:43         |                 |
| 29    | Ana Maria Groza           | Rumänien              | 1:34:56         |                 |
| 30    | Rocío Florido             | Spanien               | 1:35:32         | Knie            |
| 31    | Christina Kokotou         | Griechenland          | 1:35:43         | Knie            |
| 32    | Jiang Jing                | Volksrepublik China   | 1:35:56         |                 |
| 33    | Yeliz Ay                  | Türkei                | 1:36:02         |                 |
| 34    | Victoria Palacios         | Mexiko                | 1:36:07         | Bod             |
| 35    | Yuan Yufang               | Malaysia              | 1:36:34         | Bod             |
| 36    | Natalie Saville           | Australien            | 1:36:54         | Knie / Bod      |
| 37    | Daniela Cârlan            | Rumänien              | 1:37:14         |                 |
| 38    | Cheryl Webb               | Australien            | 1:37:40         | Bod             |
| 39    | Marie Polli               | Schweiz               | 1:37:53         | Bod             |
| 40    | Mayumi Kawasaki           | Japan                 | 1:37:56         | Knie            |
| 41    | Geovana Irusta            | Bolivien              | 1:38:36         |                 |
| 42    | Wira Sosulja              | Ukraine               | 1:38:45         |                 |
| 43    | Teresa Vaill              | USA                   | 1:38:47         | Bod / Knie      |
| 44    | Edina Füsti               | Ungarn                | 1:39:45         |                 |
| 45    | Anita Liepiņa             | Litauen               | 1:39:54         |                 |
| 46    | Sandra Zapata             | Kolumbien             | 1:42:22         | Bod             |
| 47    | Nicolene Cronje           | Südafrika             | 1:42:37         |                 |
| 48    | Alessandra Picagevicz     | Brasilien             | 1:46:21         |                 |
| 49    | Teresita Collado          | Guatemala             | 1:46:41         | Knie            |
| 50    | Jelena Kusnezowa          | Kasachstan            | 1:49:08         | Knie            |
| 51    | Yolene Raffin             | Mauritius             | 1:49:28         |                 |
| 52    | Fumilay da Fonseca        | São Tomé und Príncipe | 2:04:54         |                 |
| DNF   | Newena Minewa             | Bulgarien             |                 |                 |
| DNF   | Olive Loughnane           | Irland                | Bod             |                 |
| DNF   | María del Rosario Sánchez | Mexiko                | Bod             |                 |
| DSQ   | María Teresa Gargallo     | Spanien               |                 | Bod / Bod / Bod |
| DSQ   | Kim Mi-jung               | Südkorea              | Bod / Bod / Bod |                 |

Das Feld der Geherinnen blieb ungewöhnlich lange zusammen. Iwanowa übernahm früh die Führungsposition und ging ein gleichmäßiges Tempo mit Zeiten zwischen 4:30 und 4:40 Minuten je 1000-Meter-Abschnitt. Das war nicht allzu schnell und führte dazu, dass lange eine größere Führungsgruppe zusammenblieb. Vom achten Kilometer an wurde das Tempo etwas angezogen, die Kilometer-Zeiten fielen unter 4:30 Minuten. So bildete sich zur Hälfte des Rennens eine Spitzengruppe von fünfzehn Geherinnen, in der Iwanowa fast immer vorne lag. Bis Kilometer sechzehn hatte sich die Gruppe nach und nach auf zehn Geherinnen verkleinert. Jetzt begann eine entscheidende Phase. Tsoumeleka ergriff die Initiative und verschärfte das Tempo mit zwei 1000-Meter-Abschnitten von jeweils 4:16 Minuten erheblich. Sie setzte sich zunächst noch zusammen mit Saville ab, die bisherige Spitzengruppe fiel immer mehr auseinander. Auch Saville musste schließlich abreißen lassen und bildete gemeinsam mit Iwanowa eine kleine Verfolgergruppe mit lediglich fünf Sekunden Rückstand auf Tsoumeleka. Weitere zehn Sekunden dahinter gingen die Italienerin Elisa Rigaudo, die Belarussin Ryta Turawa und Wang Liping. Auch die Deutsche Melanie Seeger und die Spanierin Maria Vasco hatten auf den Rängen sieben und acht zwei Kilometer vor dem Ziel nur fünfzehn Sekunden Rückstand zur Spitze Diese letzten beiden Kilometer blieben spannend. Der nur geringe Abstand von Tsoumeleka zu Iwanowa wurde nicht größer, die Griechin musste kämpfen bis zum Schluss, während Saville jetzt an Boden verlor. Unter dem Jubel der einheimischen Zuschauer gewann Athanasia Tsoumeleka den Wettkampf schließlich mit vier Sekunden Vorsprung auf Olimpiada Iwanowa. Jane Saville errang weitere neun Sekunden hinter Iwanowa die Bronzemedaille. Ryta Turawa wurde Vierte, Melanie Seeger arbeitete sich noch vor bis auf Rang fünf. Die Plätze sechs bis acht belegten in dieser Reihenfolge Elisa Rigaudo, María Vasco und Wang Liping.
Athanasia Tsoumeleka war die erste griechische Olympiasiegerin und Medaillengewinnerin im Gehen der Frauen. Jane Saville gewann die erste australische Medaille in dieser Disziplin.

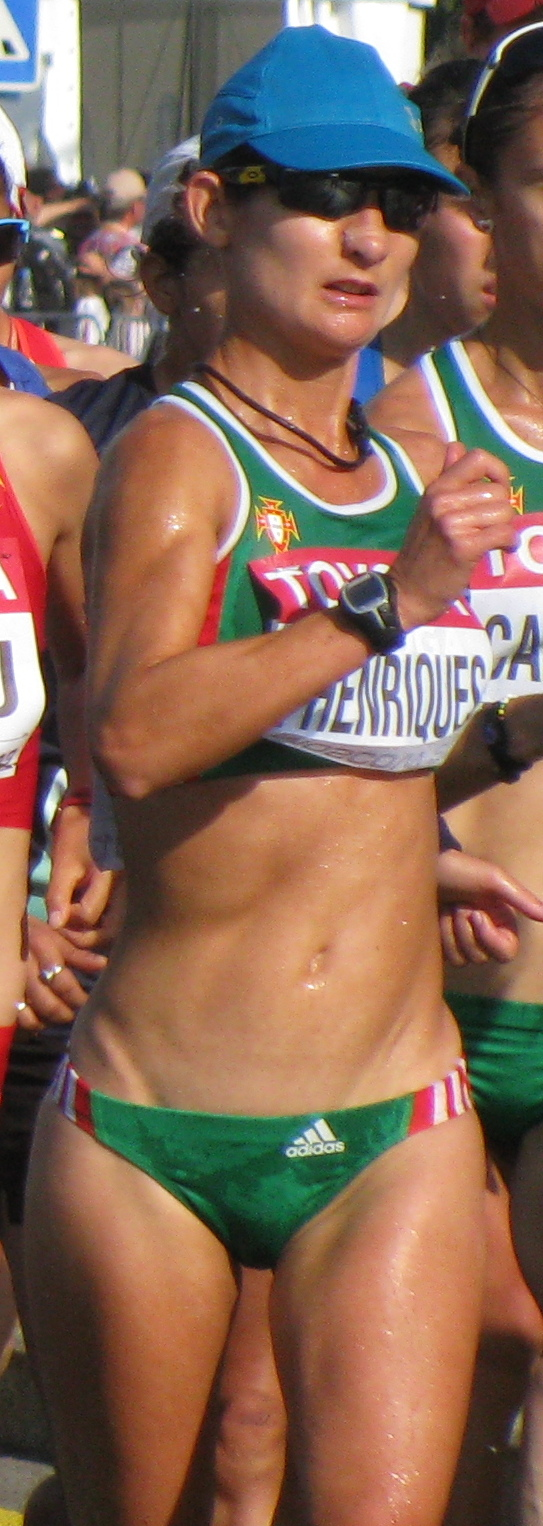
Inês Henriques – Rang 25
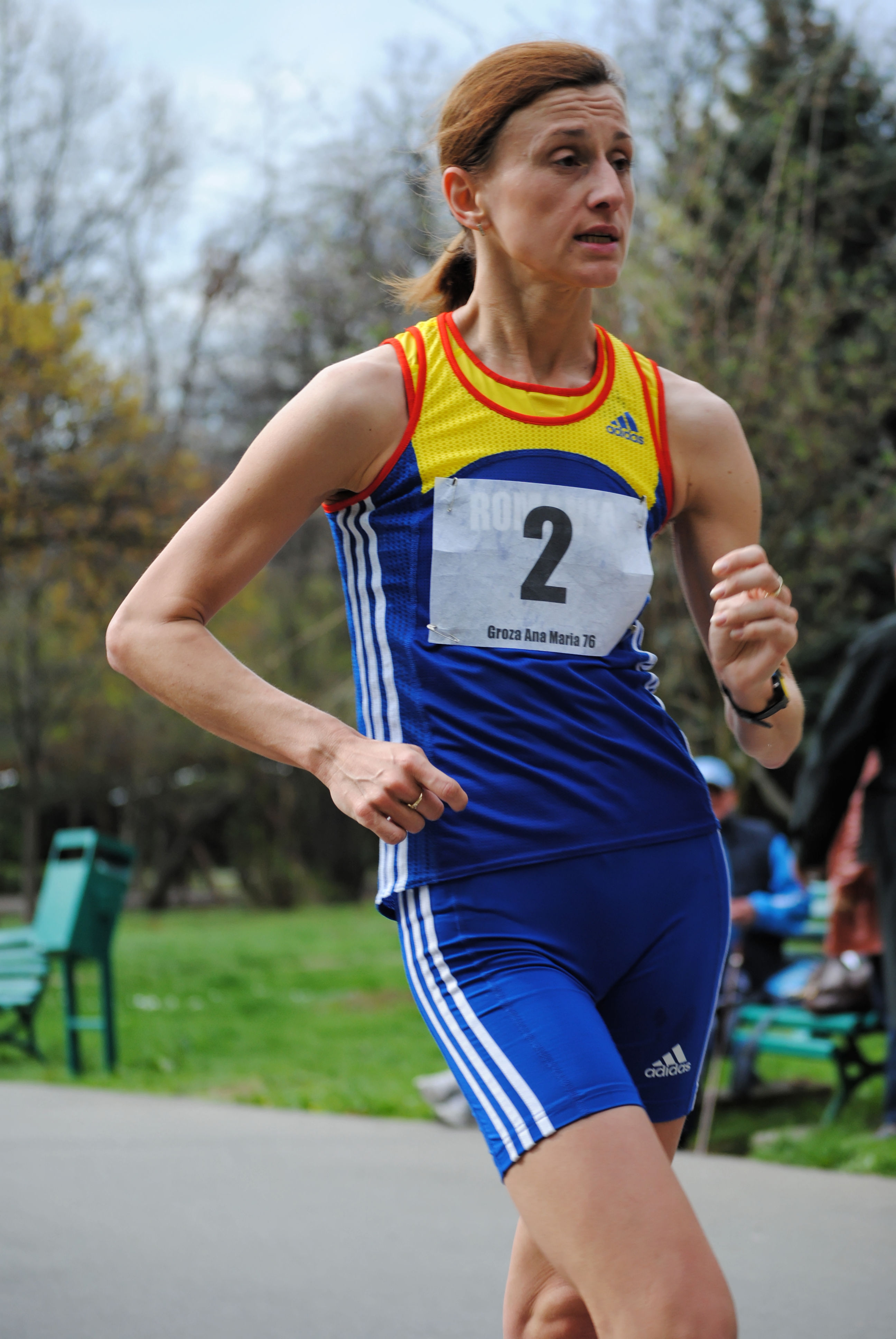
Ana Maria Groza kam als 29. ins Ziel
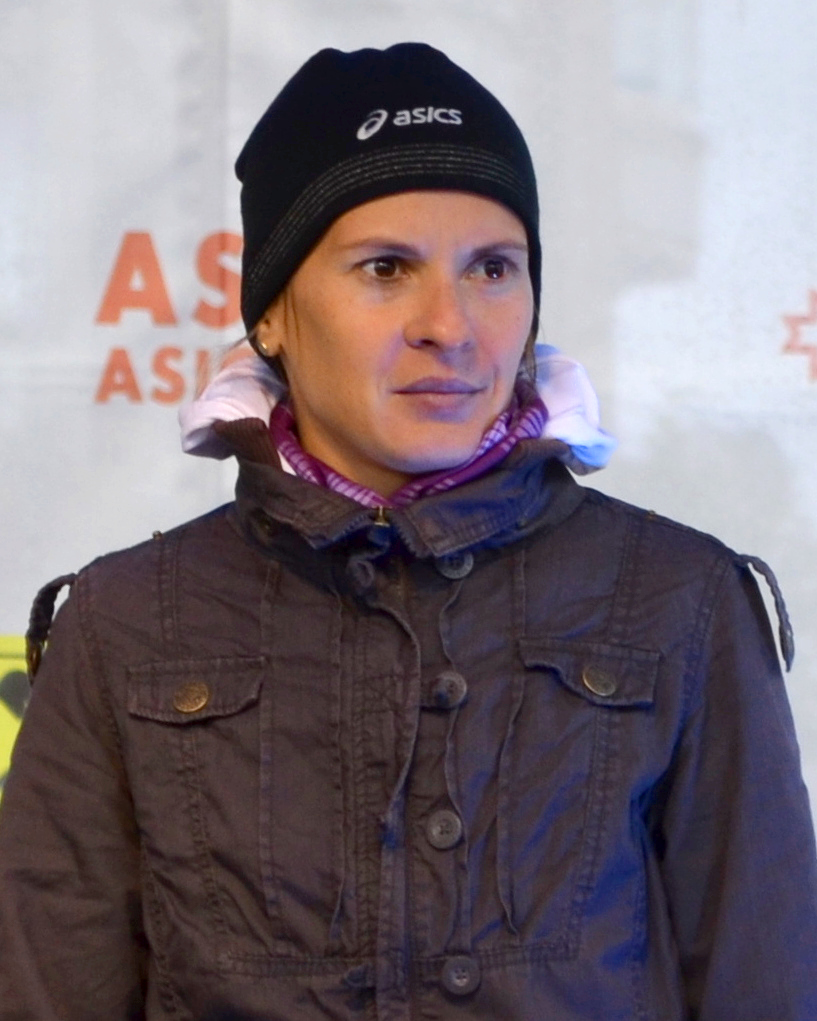
Daniela Cârlan belegte Rang 37
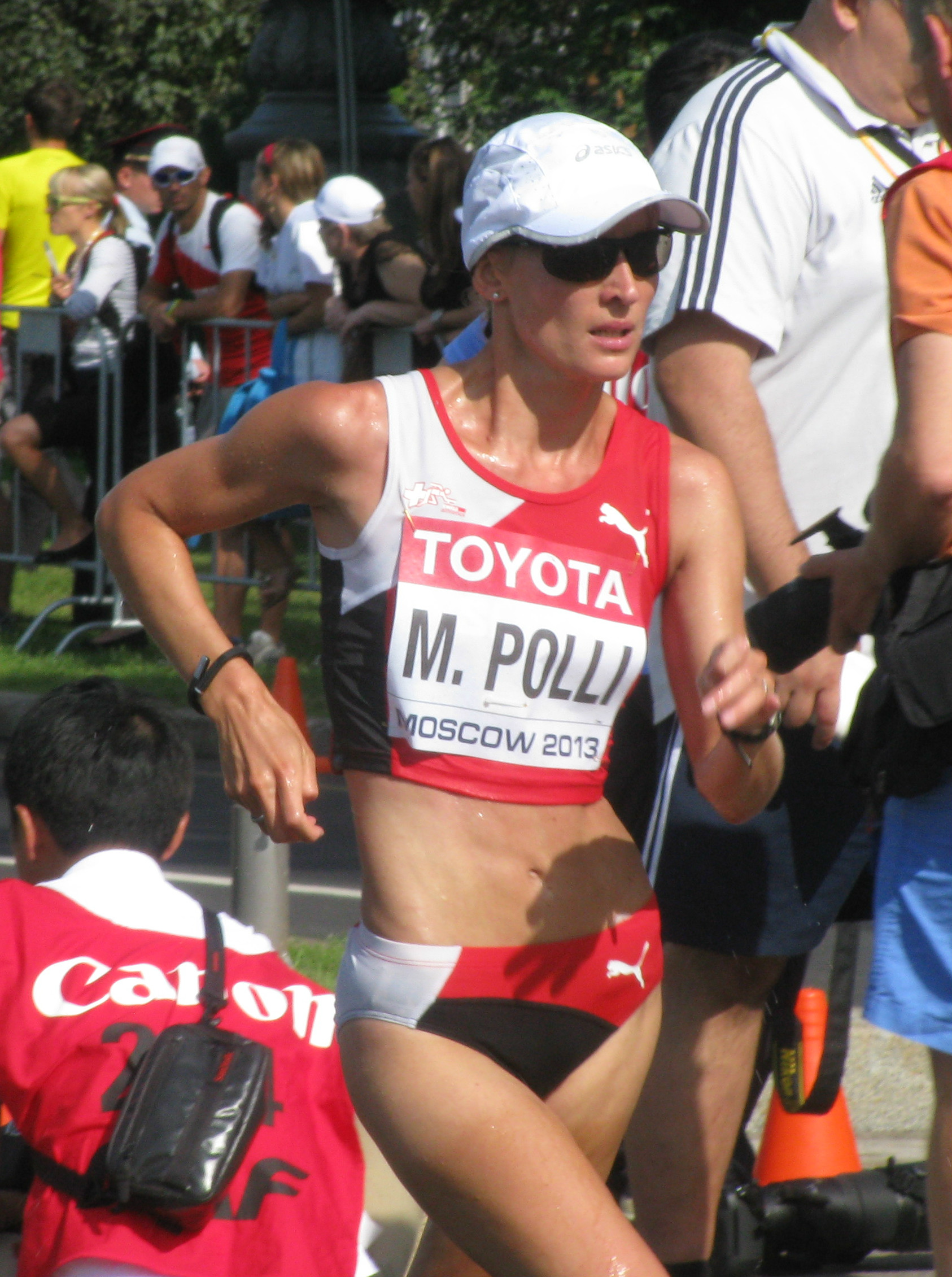
Marie Polli wurde 39.
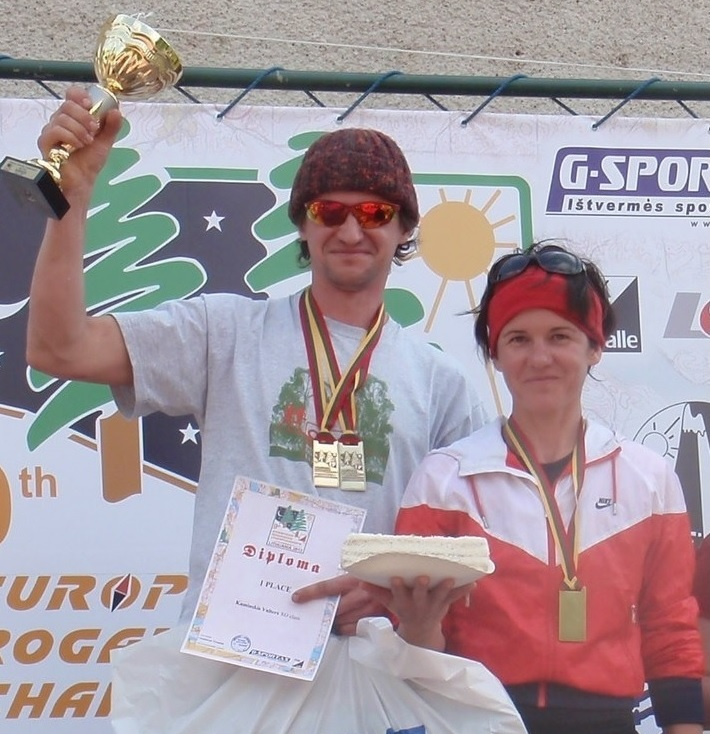
Anita Liepiņa (rechts) – Rang 45

## Video
- Athens 2004 Olympic Games - Athanasia Tsoumeleka - Women's 20 km walk, abgerufen am 25. Februar 2022